# Copa Libertadores des moins de 20 ans
La Copa Libertadores des moins de 20 ans est une compétition bisannuelle de football entre les meilleurs clubs dont les nations sont affiliées à la Confédération sud-américaine de football (CONMEBOL).

## Histoire

Ancien logo.

La première édition de la compétition se déroule en 2011 à Lima au Pérou entre douze clubs. Le format de cette compétition se compose de deux phases, une première phase qualificative où les clubs sont répartis en trois groupes de quatre clubs, les deux premiers de chaque groupe ainsi que les deux meilleurs troisièmes se qualifient pour une phase finale composé de trois tours à match unique : quarts de finale, demi-finales et finale. Un match pour la troisième place est aussi organisé. La finale se dispute au Stade Monumental le 26 juin 2011.

## Palmarès
| Année | Pays organisateur | Vainqueur            | Finaliste         | Score      | Lieu                          |
| ----- | ----------------- | -------------------- | ----------------- | ---------- | ----------------------------- |
| 2011  | Pérou             | Universitario (1)    | Boca Juniors      | 1-1 4-2tab | Stade Monumental              |
| 2012  | Pérou             | River Plate (1)      | Defensor Sporting | 1-0        | Stade Monumental              |
| 2016  | Paraguay          | São Paulo FC (1)     | Liverpool FC      | 1-0        | Estadio Defensores del Chaco  |
| 2018  | Uruguay           | Nacional (1)         | Indep. del Valle  | 2-1        | Stade Centenario              |
| 2020  | Paraguay          | Indep. del Valle (1) | River Plate       | 2-1        | Estadio General Adrián Jara   |
| 2022  | Équateur          | Peñarol (1)          | Indep. del Valle  | 1-1 4-3tab | Estadio Banco Guayaquil       |
| 2023  | Chili             | Boca Juniors (1)     | Indep. del Valle  | 2-0        | Estadio La Portada            |
| 2024  | Uruguay           | CR Flamengo (1)      | Boca Juniors      | 2-1        | Stade Domingo Burgueño Miguel |
| 2025  | Paraguay          | CR Flamengo (2)      | SE Palmeiras      | 1-1 3-2tab | Stade Arsenio Erico           |